# Domadice
Domadice és un poble i municipi d'Eslovàquia que es troba a l'est de la regió de Nitra, prop dels rius Ipoly i Hron i prop de la frontera amb la regió de Banská Bystrica. El 2015, el poble tenia 249 habitants. La primera menció escrita de la vila es remunta al 1138.

## Demografia
| Godina             | 1994 | 2004    | 2014   | 2024   |
| ------------------ | ---- | ------- | ------ | ------ |
| Nombre de persones | 306  | 241     | 249    | 236    |
| Diferència         |      | −21,24% | +3,31% | −5,22% |

| Godina             | 2023 | 2024   |
| ------------------ | ---- | ------ |
| Nombre de persones | 241  | 236    |
| Diferència         |      | −2,07% |